# タットノール (ミサイル駆逐艦)
|          | |
| 艦歴     | |
| 発注     | 1959年7月21日 |
| 起工     | 1960年11月14日 |
| 進水     | 1961年8月26日 |
| 就役     | 1963年4月13日 |
| 退役     | 1991年1月18日 |
| その後   | スクラップとして売却 |
| 除籍     | 1993年6月12日 |
| 性能諸元 | |
| 排水量   | 満載：4,500トン |
| 全長     | 437 ft (133.2 m) |
| 全幅     | 47 ft (14.3 m) |
| 吃水     | 22 ft (6.7 m) |
| 機関     | バブコック・アンド・ウィルコックスボイラー4缶 1,200psi 蒸気タービン2基、2軸推進                                          |
| 最大速力 | 30ノット以上 |
| 乗員     | 士官、兵員354名 |
| 兵装     | Mk 13ターターミサイル発射機 1基 Mk 42 5インチ（127mm）砲 2基 Mk 112アスロック 8連装発射機 1基 Mk32 3連装短魚雷発射管 2基 |
| モットー | Je Me Souviendrai (I Will Remember)                                                                                      |

タットノール (USS Tatnall, DDG-19) は、アメリカ海軍のミサイル駆逐艦。チャールズ・F・アダムズ級ミサイル駆逐艦の18番艦。艦名はジョサイア・タットノール代将に因む。その名を持つ艦としては2隻目。

## 艦歴
タットノールは1960年11月14日にルイジアナ州エイボンデールのエイボンデール造船所で起工し、1961年8月26日にメアリー・アダムズ・メーソン夫人によって進水、1963年4月13日に就役した。
タットノールは1991年1月18日に退役し、1993年6月12日に除籍、1994年4月15日にスクラップとして売却されたが、契約は1996年10月1日に終了し1999年2月10日にテキサス州ブラウンズヴィルのインターナショナル・シップブレーキング社に売却された。